# Culture Dniepr-Donets
La culture Dniepr-Donets est une culture archéologique du Mésolithique qui s'est développée au Ve millénaire av. J.-C. dans la zone située au nord de la mer Noire / mer d'Azov, entre les fleuves du Dniepr et du Donets, dans l'actuelle Ukraine. 
Cette culture est caractérisée par la présence de villages de pêcheurs semi-sédentaires le long des rivières, spécialement le long des rapides du Dniepr (voir en:Dnieper Rapids). On note la présence de poteries, dans un contexte purement de chasseurs-cueilleurs, et aussi de tombes sous forme de fosses. Tous ces éléments matériels, qui caractérisent cette culture, se retrouvent sur un laps de temps de -5000 à -4200 av. J.-C. environ.
La culture Dniepr-Donets à d'abord pour voisine à l'ouest la culture Bug-Dniestr, culture aussi mésolithique, remplacée par la culture de Cucuteni-Trypillia, culture de l'Europe néolithique. À l'est, on trouve la culture de Samara, culture mésolithique située sur le moyen cours de la Volga, remplacée par la culture de Khvalynsk. La culture Dniepr-Donets est suivie directement par la culture de Sredny Stog.

## Vue d'ensemble
La culture Dniepr-Donets est une culture de chasseurs-cueilleurs qui précède les premières formes d'agriculture dans la région. Les vestiges archéologiques les plus récents de cette culture proviennent presque exclusivement de la chasse et de la pêche.
L'inhumation avait lieu dans des fosses, le défunt étant recouvert d'ocre. Les sépultures étaient parfois individuelles, mais les regroupements plus importants sont plus fréquents, les sépultures étant effectuées de manière chronologique dans la même tombe.

## Poterie
L'utilisation précoce d'une poterie typique à base ponctuelle est en corrélation avec d'autres cultures mésolithiques périphériques aux cultures des fermiers du néolithique. La forme particulière de cette poterie a été reliée au transport par pirogue dans des zones humides. Ont été particulièrement reliées à ce type de poterie les cultures de Swifterbant aux Pays-Bas, d'Ellerbek et d'Ertebølle en Allemagne du Nord et en Scandinavie, la poterie « céramique mésolithique » de Belgique et du Nord de la France (y compris les poteries non linéaires telles que La Hoguette, Bliquy, Villeneuve-Saint-Germain), la culture Roucadour dans le sud-ouest de la France et dans les régions fluviales et lacustres du nord de la Pologne et de la Russie.

## Génétique et populations
Les populations mésolithiques du Dniepr, trouvées notamment autour des rapides du Dniepr, ne semblent pas être les ancêtres des populations de la culture Yamna, car elles ne contiennent aucune composante de chasseurs-cueilleurs caucasiens (CHG) que l'on a retrouvé dans les individus étudiés de la culture Yamna. Tous les exemples étudiés étaient des mélanges principalement de chasseurs-cueilleurs est-européens (EHG) et de chasseurs-cueilleurs ouest-européens (WHG) en composante mineure. Parmi les 32 personnes analysées appartenant à trois cimetières mésolithiques (Dereivka-1, Vil’nyaka et Vovnigi) dans la vallée du Dniepr, datés de 5 100 à 4 400 av. J.-C. et attribués à la culture Dniepr-Donets, il n'y avait aucun individu avec une ascendance caucasienne.
Ainsi, l'haplogroupe R1b1a du chromosome Y de la steppe était fréquent à Dereivka-1, comme à Yamna, mais dans les deux autres cimetières situés dans les rapides du Dniepr, Vil’nyanka et Vovigni, tous les hommes avaient des haplogroupes I2a2a, un haplogroupe courant de chasseurs-cueilleurs ouest-européens (WHG). A contrario un seul homme Yamna de Kalmykia a jusqu'à présent été identifié comme étant I2a2.